# Arcumeggia
Arcumeggia es una «fracción» del municipio de Casalzuigno, en la ladera del monte Nudo, en la provincia de Varese, en la región de Lombardía (Italia).
Se encuentra a 9 km de Cittiglio, donde se encuentra la estación de ferrocarril (Ferrovie Nord Milano).
Originalmente fue una guarnición romana (castrum). Su nombre probablemente deriva del latín arx media (‘roca en medio’ de dos valles: Valcuvia y Valtravaglia).

## Frescos al aire libre
La localidad ya era conocida porque sus muros estaban pintados con motivos votivos, pero en 1956 el Ente Provincial de Turismo decidió trasformarla en una «galería de arte al aire libre».
Concurrieron artistas como:
- Giovanni Brancaccio
- Remo Brindisi
- Aldo Carpi
- Cristoforo De Amicis
- Gioxe De Micheli
- Gianni Dova
- Umberto Faini
- Carlo Fayer
- Ferruccio Ferrazzi
- Achille Funi
- Barbara Galbiati
- Francesco Menzio
- Giuseppe Migneco
- Sante Monachesi
- Giuseppe Montanari
- Luigi Montanarini
- Enzo Morelli
- Massimo Parietti
- Bruno Saetti
- Innocente Salvini
- Aligi Sassu
- FiorenzoTomea
- Eugenio Tomiolo
- Ernesto Treccani
- Carmelo Nino Trovato
- Gianfilippo Usellini

que realizaron un total de 23 frescos, plasmados sobre las paredes de las casas del pueblo.

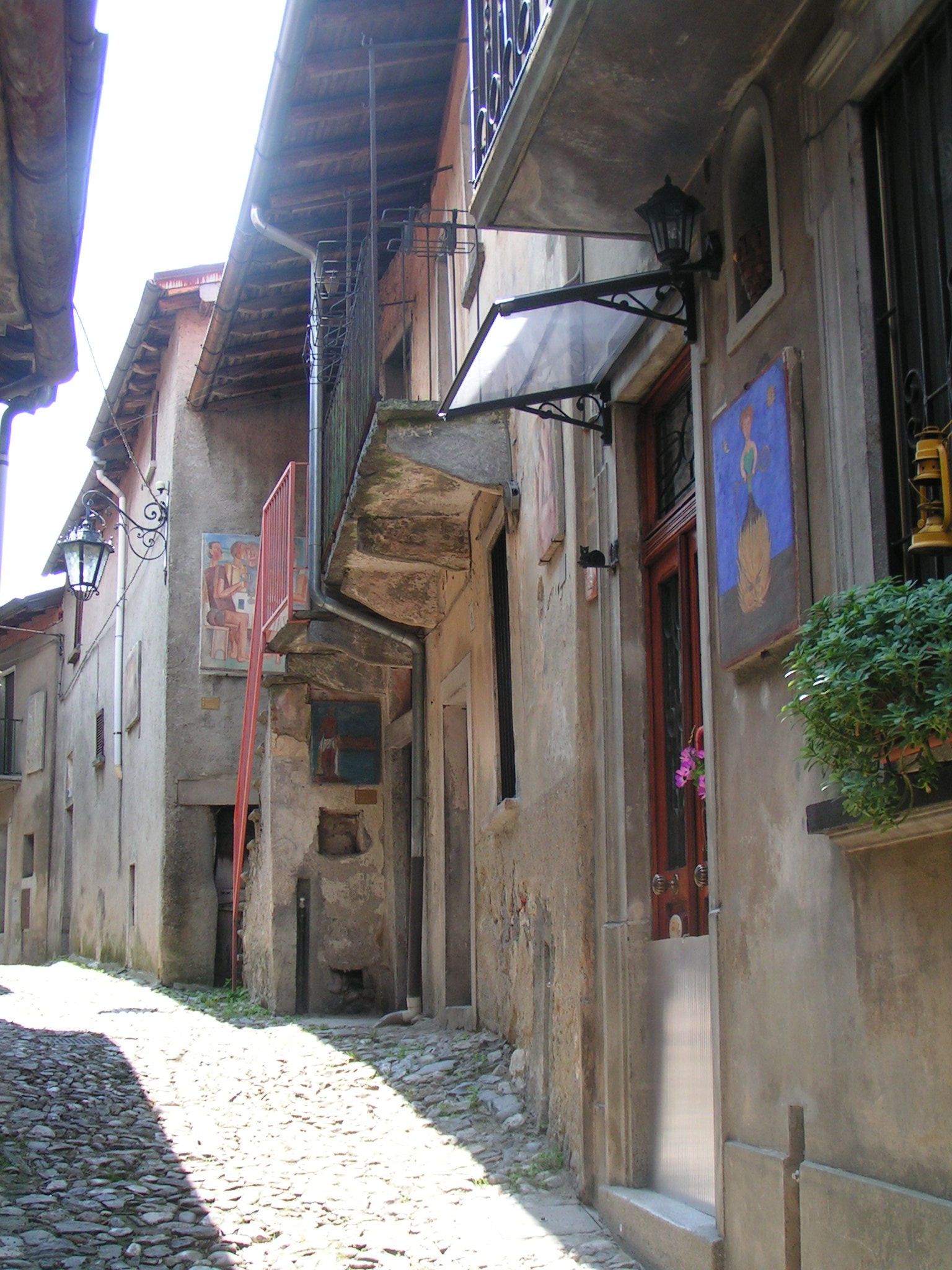
Calle de Arcumeggia

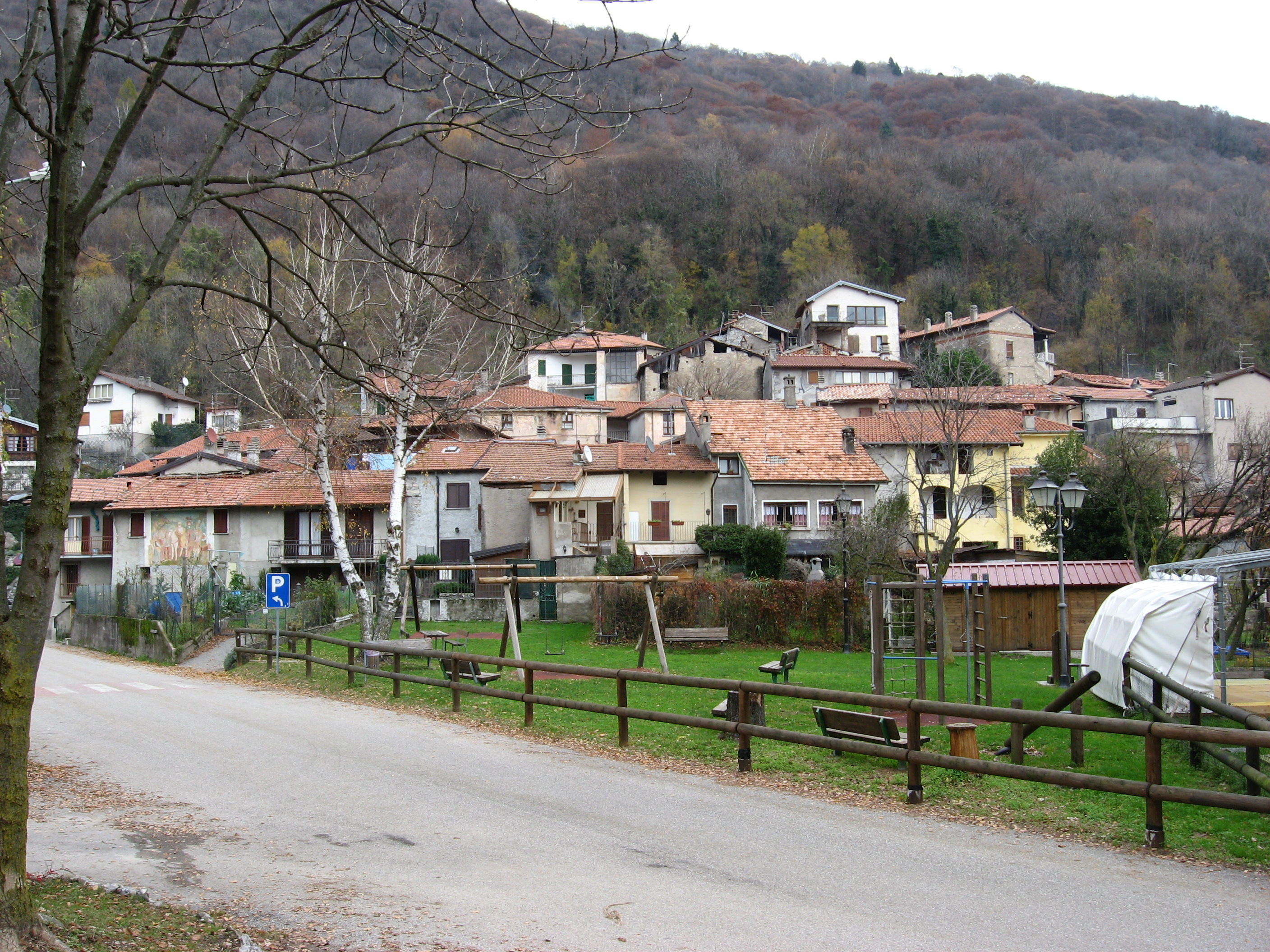
Panorama de Arcumeggia

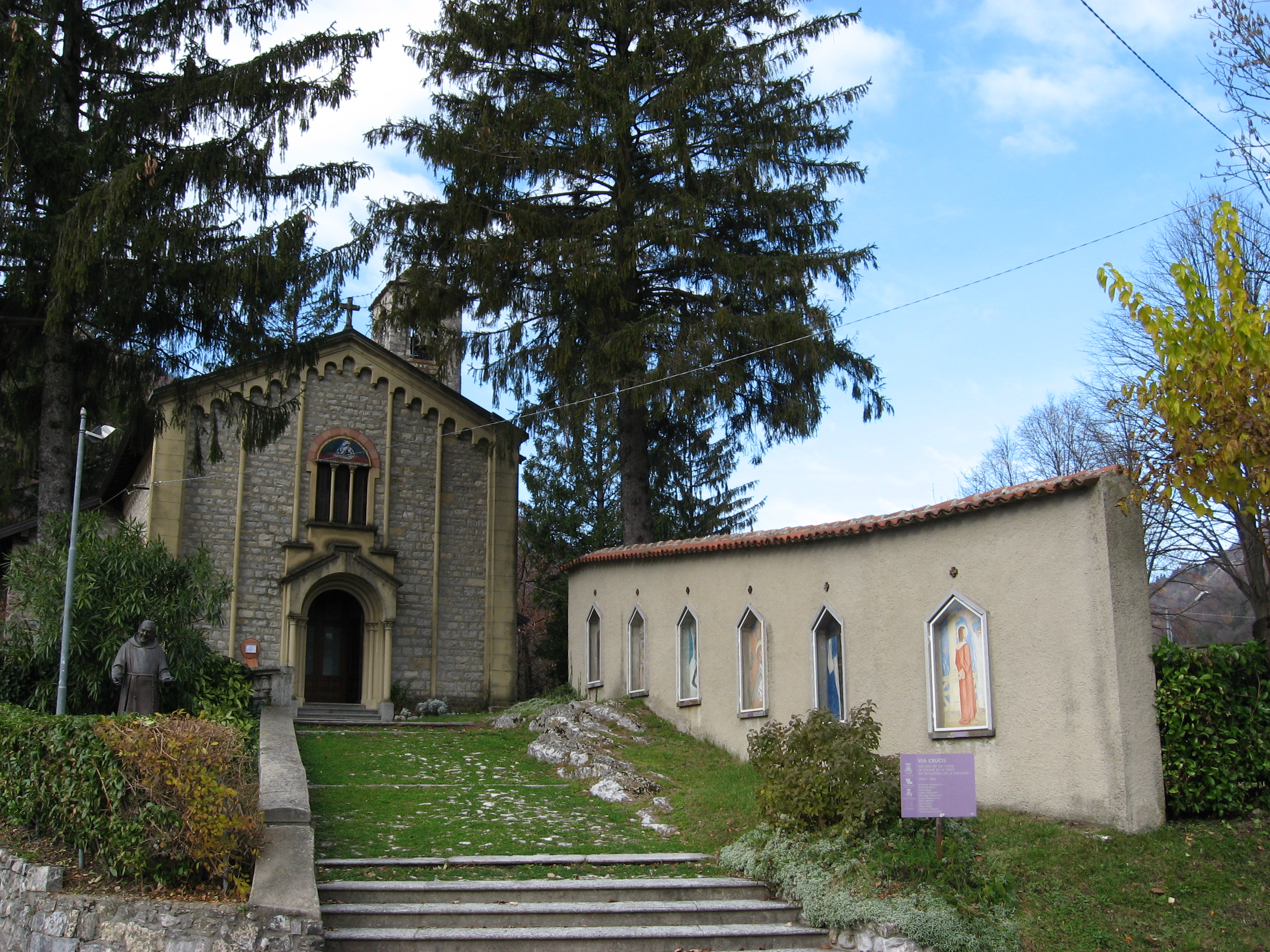
La iglesia con la Vía de la Cruz pintada por 11 artistas

También se pueden ver las 14 estaciones del Viacrucis, pintadas por 11 artistas diferentes.
Es notable la Casa del Pintor, que conserva los bocetos y las pruebas de los frescos. Se puede visitar a petición (la llave se guarda en custodia en el mismo sitio).
En la «Via degli Allievi» se exponen las obras de los alumnos de las academias de arte que en verano participan en los «Corsi Estivi Internazionali di Affresco» (cursos estivales internacionales de frescos), organizados por la Accademia di Belle Arti di Brera.

## Excursiones
El periplo del monte Nudo (recorrido del cerro Desnudo, de 1235 m), que se realiza en bicicleta, pasa por Arcumeggia:
- Casalzuigno
- Arcumeggia
- Paso San Antonio (647 m)
- Paso Cuvignone (1036 m)
- Vararo
- Cittiglio
- Brenta
- Casalzuigno